# Velká cena Španělska silničních motocyklů 2024
Velká cena Španělska 2024 (oficiálně Gran Premio Estrella Galicia 0,0 de España) byl čtvrtý závodní víkend mistrovství světa silničních motocyklů 2024. Konala se 26. - 28. dubna na okruhu Circuito de Jerez - Ángel Nieto.

## Okruh
| Circuito de Jerez – Ángel Nieto | Circuito de Jerez – Ángel Nieto |
| ------------------------------- | ------------------------------- |
|                                 |                                 |
| Délka                           | 4.423 km                        |
| Počet zatáček                   | 13                              |

## Časový harmonogram
| Datum     | Třída  | Aktivita        | Start           |
| --------- | ------ | --------------- | --------------- |
| 26. dubna | Moto3  | Volný trénink   | 9.00 (35 min.)  |
| 26. dubna | Moto2  | Volný trénink   | 9:50 (40 min.)  |
| 26. dubna | MotoGP | Volný trénink 1 | 10:45 (45 min.) |
| 26. dubna | Moto3  | Trénink 1       | 13:15 (50 min.) |
| 26. dubna | Moto2  | Trénink 1       | 14:05 (40 min.) |
| 26. dubna | MotoGP | Trénink         | 15:00 (60 min.) |
| 27. dubna | Moto3  | Trénink 2       | 8:40 (30 min.)  |
| 27. dubna | Moto2  | Trénink 2       | 9:25 (30 min.)  |
| 27. dubna | MotoGP | Volný trénink 2 | 10:10 (30 min.) |
| 27. dubna | MotoGP | Kvalifikace 1   | 10:50 (15 min.) |
| 27. dubna | MotoGP | Kvalifikace 2   | 11:15 (15 min.) |
| 27. dubna | Moto3  | Kvalifikace 1   | 12:50 (15 min.) |
| 27. dubna | Moto3  | Kvalifikace 2   | 13:15 (15 min.) |
| 27. dubna | Moto2  | Kvalifikace 1   | 13:45 (15 min.) |
| 27. dubna | Moto2  | Kvalifikace 2   | 14:10 (15 min.) |
| 27. dubna | MotoGP | Sprint          | 15:00 (12 kol)  |
| 28. dubna | MotoGP | Warm Up         | 9:40 (10 min.)  |
| 28. dubna | Moto3  | Závod           | 11:00 (19 kol)  |
| 28. dubna | Moto2  | Závod           | 12:15 (21 kol)  |
| 28. dubna | MotoGP | Závod           | 14:00 (25 kol)  |
| Zdroj:    |        |                 |                 |

## Startovní listina
| #      | Jezdec                  | Tým                               | Motocykl                |
| MotoGP | MotoGP                  | MotoGP                            | MotoGP                  |
| ------ | ----------------------- | --------------------------------- | ----------------------- |
| 1      | Francesco Bagnaia       | Ducati Lenovo Team                | Ducati Desmosedici GP24 |
| 5      | Johann Zarco            | Castrol Honda LCR                 | Honda RC213V            |
| 6      | Stefan Bradl            | HRC Test Team                     | Honda RC213V            |
| 10     | Luca Marini             | Repsol Honda Team                 | Honda RC213V            |
| 12     | Maverick Viñales        | Aprilia Racing                    | Aprilia RS-GP24         |
| 20     | Fabio Quartararo        | Monster Energy Yamaha MotoGP Team | Yamaha YZR-M1           |
| 21     | Franco Morbidelli       | Prima Pramac Racing               | Ducati Desmosedici GP24 |
| 23     | Enea Bastianini         | Ducati Lenovo Team                | Ducati Desmosedici GP24 |
| 25     | Raúl Fernández          | Trackhouse Racing                 | Aprilia RS-GP23         |
| 26     | Dani Pedrosa            | Red Bull KTM Factory Racing       | KTM RC16                |
| 30     | Takaaki Nakagami        | Castrol Honda LCR                 | Honda RC213V            |
| 31     | Pedro Acosta            | Red Bull GasGas Tech3             | KTM RC16                |
| 32     | Lorenzo Savadori        | Aprilia Racing                    | Aprilia RS-GP24         |
| 33     | Brad Binder             | Red Bull KTM Factory Racing       | KTM RC16                |
| 36     | Joan Mir                | Repsol Honda Team                 | Honda RC213V            |
| 37     | Augusto Fernández       | Red Bull GasGas Tech3             | KTM RC16                |
| 41     | Aleix Espargaró         | Aprilia Racing                    | Aprilia RS-GP24         |
| 42     | Álex Rins               | Monster Energy Yamaha MotoGP Team | Yamaha YZR-M1           |
| 43     | Jack Miller             | Red Bull KTM Factory Racing       | KTM RC16                |
| 49     | Fabio Di Giannantonio   | Pertamina Enduro VR46 Racing Team | Ducati Desmosedici GP23 |
| 72     | Marco Bezzecchi         | Pertamina Enduro VR46 Racing Team | Ducati Desmosedici GP23 |
| 73     | Álex Márquez            | Gresini Racing MotoGP             | Ducati Desmosedici GP23 |
| 88     | Miguel Oliveira         | Trackhouse Racing                 | Aprilia RS-GP24         |
| 89     | Jorge Martín            | Prima Pramac Racing               | Ducati Desmosedici GP24 |
| 93     | Marc Márquez            | Gresini Racing MotoGP             | Ducati Desmosedici GP23 |
| Moto2  |                         |                                   |                         |
| #      | Jezdec                  | Tým                               | Motocykl                |
| 3      | Sergio García           | MT Helmets - MSi                  | Boscoscuro B-24         |
| 5      | Jaume Masià             | Pertamina Mnadalika Gas Up Team   | Kalex Moto2             |
| 7      | Barry Baltus            | RW-Idrofoglia Racing GP           | Kalex Moto2             |
| 9      | Jorge Navarro           | Klint Forward Factory Team        | Forward F2              |
| 10     | Diogo Moreira           | Italtrans Racing Team             | Kalex Moto2             |
| 11     | Álex Escrig             | Klint Forward Factory Team        | Forward F2              |
| 12     | Filip Salač             | Elf Marc VDS Racing Team          | Kalex Moto2             |
| 13     | Celestino Vietti        | Red Bull KTM Ajo                  | Kalex Moto2             |
| 14     | Tony Arbolino           | Elf Marc VDS Racing Team          | Kalex Moto2             |
| 15     | Darryn Binder           | Liqui Moly Husqvarna Intact GP    | Kalex Moto2             |
| 16     | Joe Roberts             | OnlyFans American Racing Team     | Kalex Moto2             |
| 18     | Manuel González         | QJmotor Gresini Moto2             | Kalex Moto2             |
| 20     | Xavi Cardelús           | Fantic Racing                     | Kalex Moto2             |
| 21     | Alonso López            | Speed Up Racing                   | Boscoscuro B-24         |
| 23     | Matteo Ferrari          | QJmotor Gresini Moto2             | Kalex Moto2             |
| 24     | Marcos Ramírez          | OnlyFans American Racing Team     | Kalex Moto2             |
| 28     | Izan Guevara            | CFMoto Aspar Team                 | Kalex Moto2             |
| 34     | Mario Aji               | Idemitsu Honda Team Asia          | Kalex Moto2             |
| 35     | Somkiat Chantra         | Idemitsu Honda Team Asia          | Kalex Moto2             |
| 43     | Xavier Artigas          | Klint Forward Factory Team        | Forward F2              |
| 52     | Jeremy Alcoba           | Yamaha VR46 Master Camp Team      | Kalex Moto2             |
| 53     | Deniz Öncü              | Red Bull KTM Ajo                  | Kalex Moto2             |
| 54     | Fermín Aldeguer         | Speed Up Racing                   | Boscoscuro B-24         |
| 64     | Bo Bendsneyder          | Pertamina Mandalika Gas Up Team   | Kalex Moto2             |
| 71     | Dennis Foggia           | Italtrans Racing Team             | Kalex Moto2             |
| 75     | Albert Arenas           | QJmotor Gresini Moto2             | Kalex Moto2             |
| 79     | Ai Ogura                | MT Helmets - MSi                  | Boscoscuro B-24         |
| 81     | Senna Agius             | Liqui Moly Husqvarna Intact GP    | Kalex Moto2             |
| 84     | Zonta van den Goorbergh | RW-Idrofoglia Racing GP           | Kalex Moto2             |
| 96     | Jake Dixon              | CFMoto Aspar Team                 | Kalex Moto2             |
| Moto3  |                         |                                   |                         |
| #      | Jezdec                  | Tým                               | Motocykl                |
| 5      | Tatchakorn Buasri       | Honda Team Asia                   | Honda NSF250RW          |
| 6      | Ryusei Yamanaka         | MT Helmets -MSi                   | KTM RC250GP             |
| 7      | Filippo Farioli         | Sic58 Squadra Corse               | Honda NSF250RW          |
| 10     | Nicola Carraro          | LevelUp - MTA                     | KTM RC250GP             |
| 12     | Jacob Roulstone         | Red Bull GasGas Tech3             | Gas Gas RC250GP         |
| 18     | Matteo Bertelle         | Rivacold Snipers Team             | Honda NSF250RW          |
| 19     | Scott Ogden             | MLav Racing                       | Honda NSF250RW          |
| 21     | Vicente Pérez           | Red Bull KTM Ajo                  | KTM RC250GP             |
| 22     | David Almansa           | Rivacold Snipers Team             | Honda NSF250RW          |
| 24     | Tatsuki Suzuki          | Liqui Moly Husqvarna Intact GP    | Husqvarna FR250GP       |
| 31     | Adrián Fernández        | Leopard Racing                    | Honda NSF250RW          |
| 36     | Ángel Piqueras          | Leopard Racing                    | Honda NSF250RW          |
| 48     | Iván Ortolá             | MT Helmets - MSi                  | KTM RC250GP             |
| 54     | Riccardo Rossi          | CIP Green Power                   | KTM RC250GP             |
| 55     | Noah Dettwiler          | CIP Green Power                   | KTM RC250GP             |
| 58     | Luca Lunetta            | Sic58 Squadra Corse               | Honda NSF250RW          |
| 64     | David Muńoz             | Boé Motorsports                   | KTM RC250GP             |
| 66     | Joel Kelso              | Boé Motorsports                   | KTM RC250GP             |
| 70     | Joshua Whatley          | MLav Racing                       | Honda NSF250RW          |
| 72     | Taiyo Furusato          | Honda Team Asia                   | Honda NSF250RW          |
| 78     | Joel Esteban            | CFMoto Aspar Team                 | CFMoto Moto3            |
| 80     | David Alonso            | CFMoto Aspar Team                 | CFMoto Moto3            |
| 82     | Stefano Nepa            | LevelUp - MTA                     | KTM RC250GP             |
| 85     | Xabi Zurutuza           | Red Bull KTM Ajo                  | KTM RC250GP             |
| 95     | Collin Veijer           | Liqui Moly Husqvarna Intact GP    | Husqvarna FR250GP       |
| 96     | Daniel Holgado          | Red Bull Gas Gas Tech3            | Gas Gas RC250GP         |

## MotoGP

### Kvalifikace
| *                                                 | *                                                     | *                                                  |
| _______1_______ Marc Márquez Ducati 1:46.773      |                                                       |                                                    |
|                                                   | _______2_______ Marco Bezzecchi Ducati 1:47.044       |                                                    |
|                                                   |                                                       | _______3_______ Jorge Martín Ducati 1:47.381       |
| _______4_______ Brad Binder KTM 1:47.730          |                                                       |                                                    |
|                                                   | _______5_______ Fabio Di Giannantonio Ducati 1:47.778 |                                                    |
|                                                   |                                                       | _______6_______ Álex Márquez Ducati 1:47.840       |
| _______7_______ Francesco Bagnaia Ducati 1:47.962 |                                                       |                                                    |
|                                                   | _______8_______ Franco Morbidelli Ducati 1:48.116     |                                                    |
|                                                   |                                                       | _______9_______ Enea Bastianini Ducati 1:48.362    |
| _______10_______ Pedro Acosta KTM 1:48.528        |                                                       |                                                    |
|                                                   | _______11_______ Maverick Viñales Aprilia 1:48.595    |                                                    |
|                                                   |                                                       | _______12_______ Aleix Espargaró Aprilia 1:49.417  |
| _______13_______ Johann Zarco Honda 1:48.102      |                                                       |                                                    |
|                                                   | _______14_______ Miguel Oliveira Aprilia 1:48.418     |                                                    |
|                                                   |                                                       | _______15_______ Jack Miller KTM 1:48.672          |
| _______16_______ Dani Pedrosa KTM 1:48.699        |                                                       |                                                    |
|                                                   | _______17_______ Raúl Fernández Aprilia 1:48.728      |                                                    |
|                                                   |                                                       | _______18_______ Augusto Fernández KTM 1:49.229    |
| _______19_______ Stefan Bradl Honda 1:49.659      |                                                       |                                                    |
|                                                   | _______20_______ Joan Mir Honda 1:49.765              |                                                    |
|                                                   |                                                       | _______21_______ Lorenzo Savadori Aprilia 1:49.860 |
| _______22_______ Luca Marini Honda 1:49.978       |                                                       |                                                    |
|                                                   | _______23_______ Fabio Quartararo Yamaha 1:50.100     |                                                    |
|                                                   |                                                       | _______24_______ Takaaki Nakagami Honda 1:50.245   |
| _______25_______ Álex Rins Yamaha 1:50.302        |                                                       |                                                    |
| ------------------------------------------------- | ----------------------------------------------------- | -------------------------------------------------- |

Zdroj

### Sprint
| Pozice | Jezdec                | Motocykl | Kola | Čas       | Body |
| ------ | --------------------- | -------- | ---- | --------- | ---- |
| 1      | Jorge Martín          | Ducati   | 12   | 19:52.682 | 12   |
| 2      | Pedro Acosta          | KTM      | 12   | +2.970    | 9    |
| 3      | Dani Pedrosa          | KTM      | 12   | +7.102    | 7    |
| 4      | Franco Morbidelli     | Ducati   | 12   | +8.481    | 6    |
| 5      | Fabio Quartararo      | Yamaha   | 12   | +15.052   | 5    |
| 6      | Marc Márquez          | Ducati   | 12   | +18.131   | 4    |
| 7      | Augusto Fernández     | KTM      | 12   | +18.278   | 3    |
| 8      | Miguel Oliveira       | Aprilia  | 12   | +18.418   | 2    |
| 9      | Joan Mir              | Honda    | 12   | +18.553   | 1    |
| 10     | Takaaki Nakagami      | Honda    | 12   | +21.136   |      |
| 11     | Johann Zarco          | Honda    | 12   | +21.948   |      |
| 12     | Raúl Fernández        | Aprilia  | 12   | +23.882   |      |
| 13     | Fabio Di Giannantonio | Ducati   | 12   | +31.478   |      |
| 14     | Jack Miller           | KTM      | 12   | +45.901   |      |
| 15     | Álex Rins             | Yamaha   | 12   | +1:10.288 |      |
| 16     | Lorenzo Savadori      | Aprilia  | 12   | +1:22.979 |      |
| DNF    | Luca Marini           | Honda    | 11   | Pád       |      |
| DNF    | Stefan Bradl          | Honda    | 11   | Pád       |      |
| DNF    | Maverick Viñales      | Aprilia  | 9    | Pád       |      |
| DNF    | Álex Márquez          | Ducati   | 8    | Pád       |      |
| DNF    | Brad Binder           | KTM      | 8    | Pád       |      |
| DNF    | Enea Bastianini       | Ducati   | 8    | Pád       |      |
| DNF    | Marco Bezzecchi       | Ducati   | 8    | Pád       |      |
| DNF    | Francesco Bagnaia     | Ducati   | 2    | Pád       |      |
| DNF    | Aleix Espargaró       | Aprilia  | 0    | Pád       |      |
| Zdroj  |                       |          |      |           |      |

### Závod
| Pozice | Jezdec                | Motocykl | Kola | Čas               | Body |
| ------ | --------------------- | -------- | ---- | ----------------- | ---- |
| 1      | Francesco Bagnaia     | Ducati   | 25   | 40:58.053         | 25   |
| 2      | Marc Márquez          | Ducati   | 25   | +0.372            | 20   |
| 3      | Marco Bezzecchi       | Ducati   | 25   | +3.903            | 16   |
| 4      | Álex Márquez          | Ducati   | 25   | +7.205            | 13   |
| 5      | Enea Bastianini       | Ducati   | 25   | +7.253            | 11   |
| 6      | Brad Binder           | KTM      | 25   | +7.801            | 10   |
| 7      | Fabio Di Giannantonio | Ducati   | 25   | +10.063           | 9    |
| 8      | Miguel Oliveira       | Aprilia  | 25   | +10.979           | 8    |
| 9      | Maverick Viñales      | Aprilia  | 25   | +11.217           | 7    |
| 10     | Pedro Acosta          | KTM      | 25   | +20.762           | 6    |
| 11     | Raúl Fernández        | Aprilia  | 25   | +23.508           | 5    |
| 12     | Joan Mir              | Honda    | 25   | +23.584           | 4    |
| 13     | Álex Rins             | Yamaha   | 25   | +28.452           | 3    |
| 14     | Takaaki Nakagami      | Honda    | 25   | +29.049           | 2    |
| 15     | Fabio Quartararo      | Yamaha   | 25   | +32.015           | 1    |
| 16     | Stefan Bradl          | Honda    | 25   | +41.433           |      |
| 17     | Luca Marini           | Honda    | 25   | +43.323           |      |
| DNF    | Augusto Fernández     | KTM      | 19   | Technický problém |      |
| DNF    | Jack Miller           | KTM      | 17   | Pád               |      |
| DNF    | Franco Morbidelli     | Ducati   | 17   | Pád               |      |
| DNF    | Lorenzo Savadori      | Aprilia  | 11   | Technický problém |      |
| DNF    | Jorge Martín          | Ducati   | 10   | Pád               |      |
| DNF    | Johann Zarco          | Honda    | 9    | Pád               |      |
| DNF    | Aleix Espargaró       | Aprilia  | 9    | Pád               |      |
| DNF    | Dani Pedrosa          | KTM      | 3    | Pád               |      |
| Zdroj  |                       |          |      |                   |      |

## Moto2

### Kvalifikace
| *                                                   | *                                              | *                                                       |
| _______1_______ Fermín Aldeguer Boscoscuro 1:40.673 |                                                |                                                         |
|                                                     | _______2_______ Albert Arenas Kalex 1:41.111   |                                                         |
|                                                     |                                                | _______3_______ Jake Dixon Kalex 1:41.466               |
| _______4_______ Manuel González Kalex 1:41.554      |                                                |                                                         |
|                                                     | _______5_______ Diogo Moreira Kalex 1:41.657   |                                                         |
|                                                     |                                                | _______6_______ Sergio García Boscoscuro 1:41.706       |
| _______7_______ Celestino Vietti Kalex 1:41.741     |                                                |                                                         |
|                                                     | _______8_______ Tony Arbolino Kalex 1:41.759   |                                                         |
|                                                     |                                                | _______9_______ Jeremy Alcoba Kalex 1:41.771            |
| _______10_______ Marcos Ramírez Kalex 1:41.788      |                                                |                                                         |
|                                                     | _______11_______ Joe Roberts Kalex 1:41.799    |                                                         |
|                                                     |                                                | _______12_______ Somkiat Chantra Kalex 1:41.889         |
| _______13_______ Barry Baltus Kalex 1:41.973        |                                                |                                                         |
|                                                     | _______14_______ Filip Salač Kalex 1:42.245    |                                                         |
|                                                     |                                                | _______15_______ Izan Guevara Kalex 1:42.262            |
| _______16_______ Alonso López Boscoscuro 1:42.347   |                                                |                                                         |
|                                                     | _______17_______ Ai Ogura Boscoscuro 1:42.705  |                                                         |
|                                                     |                                                | _______18_______ Zonta van den Goorbergh Kalex 1:41.135 |
| _______19_______ Senna Agius Kalex 1:42.416         |                                                |                                                         |
|                                                     | _______20_______ Bo Bendsneyder Kalex 1:42.458 |                                                         |
|                                                     |                                                | _______21_______ Darryn Binder Kalex 1:42.542           |
| _______22_______ Deniz Öncü Kalex 1:42.590          |                                                |                                                         |
|                                                     | _______23_______ Dennis Foggia Kalex 1:42.908  |                                                         |
|                                                     |                                                | _______24_______ Jorge Navarro Forward 1:42.922         |
| _______25_______ Jaume Masià Kalex 1:43.016         |                                                |                                                         |
|                                                     | _______26_______ Matteo Ferrari Kalex 1:43.090 |                                                         |
|                                                     |                                                | _______27_______ Mario Aji Kalex 1:43.433               |
| _______28_______ Álex Escrig Forward 1:43.438       |                                                |                                                         |
|                                                     | _______29_______ Xavi Cardelús Kalex 1:43.818  |                                                         |
|                                                     |                                                | _______30_______ Xavier Artigas Forward 1:45.002        |
| --------------------------------------------------- | ---------------------------------------------- | ------------------------------------------------------- |

Zdroj:

### Závod
| Pozice | Jezdec                  | Motocykl   | Kola | Čas               | Body |
| ------ | ----------------------- | ---------- | ---- | ----------------- | ---- |
| 1      | Fermín Aldeguer         | Boscoscuro | 21   | 35:36.316         | 25   |
| 2      | Joe Roberts             | Kalex      | 21   | +1.287            | 20   |
| 3      | Manuel González         | Kalex      | 21   | +1.568            | 16   |
| 4      | Sergio García           | Boscoscuro | 21   | +6.226            | 13   |
| 5      | Albert Arenas           | Kalex      | 21   | +8.059            | 11   |
| 6      | Ai Ogura                | Boscoscuro | 21   | +12.490           | 10   |
| 7      | Tony Arbolino           | Kalex      | 21   | +13.346           | 9    |
| 8      | Jeremy Alcoba           | Kalex      | 21   | +13.489           | 8    |
| 9      | Celestino Vietti        | Kalex      | 21   | +14.508           | 7    |
| 10     | Somkiat Chantra         | Kalex      | 21   | +19.693           | 6    |
| 11     | Filip Salač             | Kalex      | 21   | +20.045           | 5    |
| 12     | Izan Guevara            | Kalex      | 21   | +21.779           | 4    |
| 13     | Zonta van den Goorbergh | Kalex      | 21   | +27.933           | 3    |
| 14     | Deniz Öncü              | Kalex      | 21   | +32.146           | 2    |
| 15     | Matteo Ferrari          | Kalex      | 21   | +41.158           | 1    |
| 16     | Mario Aji               | Kalex      | 21   | +41.953           |      |
| 17     | Xavi Cardelús           | Kalex      | 21   | +42.591           |      |
| 18     | Jorge Navarro           | Forward    | 21   | +46.933           |      |
| 19     | Darryn Binder           | Kalex      | 20   | + 1 kolo          |      |
| 20     | Xavier Artigas          | Forward    | 17   | + 4 kola          |      |
| DNF    | Jaume Masià             | Kalex      | 20   | Pád               |      |
| DNF    | Jake Dixon              | Kalex      | 20   | Technický problém |      |
| DNF    | Alonso López            | Boscoscuro | 17   | Pád               |      |
| DNF    | Marcos Ramírez          | Kalex      | 15   | Pád               |      |
| DNF    | Álex Escrig             | Forward    | 13   | Pád               |      |
| DNF    | Diogo Moreira           | Kalex      | 11   | Pád               |      |
| DNF    | Barry Baltus            | Kalex      | 6    | Pád               |      |
| DNF    | Dennis Foggia           | Kalex      | 4    | Pád               |      |
| DNF    | Senna Agius             | Kalex      | 1    | Pád               |      |
| DNF    | Bo Bendsneyder          | Kalex      | 1    | Pád               |      |
| Zdroj  |                         |            |      |                   |      |

## Moto3

### Kvalifikace
| *                                                 | *                                                 | *                                                 |
| _______1_______ David Alonso CFMoto 1:44.954      |                                                   |                                                   |
|                                                   | _______2_______ David Muñoz KTM 1:45.174          |                                                   |
|                                                   |                                                   | _______3_______ Collin Veijer Husqvarna 1:46.013  |
| _______4_______ Joel Kelso KTM 1:46.053           |                                                   |                                                   |
|                                                   | _______5_______ Ryusei Yamanaka KTM 1:46.152      |                                                   |
|                                                   |                                                   | _______6_______ Ángel Piqueras Honda 1:46.477     |
| _______7_______ Iván Ortolá KTM 1:46.495          |                                                   |                                                   |
|                                                   | _______8_______ Joel Esteban CFMoto 1:46.600      |                                                   |
|                                                   |                                                   | _______9_______ Tatsuki Suzuki Husqvarna 1:46.797 |
| _______10_______ Nicola Carraro KTM 1:46.963      |                                                   |                                                   |
|                                                   | _______11_______ Stefano Nepa KTM 1:47.018        |                                                   |
|                                                   |                                                   | _______12_______ Adrián Fernández Honda 1:47.152  |
| _______13_______ Scott Ogden Honda 1:47.182       |                                                   |                                                   |
|                                                   | _______14_______ Riccardo Rossi Honda 1:47.366    |                                                   |
|                                                   |                                                   | _______15_______ Filippo Farioli Honda 1:47.561   |
| _______16_______ David Almansa Honda 1:47.603     |                                                   |                                                   |
|                                                   | _______17_______ Jacob Roulstone Gas Gas 1:44.697 |                                                   |
|                                                   |                                                   | _______18_______ Daniel Holgado Gas Gas 1:44.892  |
| _______19_______ Matteo Bertelle Honda 1:48.406   |                                                   |                                                   |
|                                                   | _______20_______ Luca Lunetta Honda 1:48.579      |                                                   |
|                                                   |                                                   | _______21_______ Taiyo Furusato Honda 1:48.651    |
| _______22_______ Joshua Whatley Honda 1:49.203    |                                                   |                                                   |
|                                                   | _______23_______ Noah Dettwiler KTM 1:49.228      |                                                   |
|                                                   |                                                   | _______24_______ Vicente Pérez KTM 1:49.523       |
| _______25_______ Tatchakorn Buasri Honda 1:50.340 |                                                   |                                                   |
|                                                   | _______26_______ Xabi Zurutuza KTM 1:51.460       |                                                   |
| ------------------------------------------------- | ------------------------------------------------- | ------------------------------------------------- |

Zdroj:

### Závod
| Pozice | Jezdec            | Motocykl  | Kola | Čas       | Body |
| ------ | ----------------- | --------- | ---- | --------- | ---- |
| 1      | Collin Veijer     | Husqvarna | 19   | 33:29.725 | 25   |
| 2      | David Muńoz       | KTM       | 19   | +0.045    | 20   |
| 3      | Iván Ortolá       | KTM       | 19   | +0.871    | 16   |
| 4      | Ryusei Yamanaka   | KTM       | 19   | +4.849    | 13   |
| 5      | Joel Kelso        | KTM       | 19   | +10.178   | 11   |
| 6      | Adrián Fernández  | Honda     | 19   | +10.353   | 10   |
| 7      | Daniel Holgado    | Gas Gas   | 19   | +10.400   | 9    |
| 8      | Nicola Carraro    | KTM       | 19   | +10.647   | 8    |
| 9      | Stefano Nepa      | KTM       | 19   | +11.400   | 7    |
| 10     | Ángel Piqueras    | Honda     | 19   | +14.885   | 6    |
| 11     | David Alonso      | CFMoto    | 19   | +19.152   | 5    |
| 12     | Jacob Roulstone   | Gas Gas   | 19   | +19.921   | 4    |
| 13     | Filippo Farioli   | Honda     | 19   | +20.423   | 3    |
| 14     | Matteo Bertelle   | Honda     | 19   | +20.541   | 2    |
| 15     | David Almansa     | Honda     | 19   | +20.662   | 1    |
| 16     | Vicente Pérez     | KTM       | 19   | +22.382   |      |
| 17     | Taiyo Furusato    | Honda     | 19   | +22.882   |      |
| 18     | Riccardo Rossi    | KTM       | 19   | +23.186   |      |
| 19     | Scott Ogden       | Honda     | 19   | +25.549   |      |
| 20     | Luca Lunetta      | Honda     | 19   | +32.270   |      |
| 21     | Noah Dettwiler    | KTM       | 19   | +32.483   |      |
| 22     | Xabi Zurutuza     | KTM       | 19   | +45.346   |      |
| 23     | Joshua Whatley    | Honda     | 19   | +45.842   |      |
| 24     | Tatchakorn Buasri | Honda     | 19   | +46.845   |      |
| 25     | Tatsuki Suzuki    | Husqvarna | 18   | + 1 kolo  |      |
| DNF    | Joel Esteban      | CFMoto    | 18   | Pád       |      |
| Zdroj  |                   |           |      |           |      |